# Jan Niezgoda
Jan Niezgoda (ur. 20 maja 1888 w Białobrzegach, zm. 19 kwietnia 1977 w Warszawie) – major Wojska Polskiego, doktor prawa i ekonomii, bibliotekarz.

## Życiorys
Ukończył gimnazjum w Jaśle, na Uniwersytecie Jagiellońskim uzyskał dyplom doktora praw i ekonomii; przez rok kształcił się także w Konserwatorium Warszawskim. Od 1914 służył w Legionach Polskich, dochodząc do stopnia oficerskiego.
W niepodległej Polsce pozostał w wojsku, jako oficer naukowo-oświatowy. Po 1920 przeniesiony został do pracy w Wojskowym Instytucie Naukowo-Wydawniczym, a następnie do Centralnej Biblioteki Wojskowej w Warszawie. W marcu 1933 został następcą dotychczasowego dyrektora CBW, ppłk. dr. Mariana Łodyńskiego i pozostał na czele Biblioteki do wybuchu II wojny światowej.
Zasłużony dla ogólnego rozwoju kierowanej przez siebie instytucji, dbał o jej podstawy materialne, a także otoczył troską sieć bibliotek oficerskich. Publikował artykuły w czasopismach wojskowych i bibliotekarskich, a wspólnie z ppłk. Marianem Łodyńskim i Wiktorem Kochanowskim opracował Podręcznik bibliotekarski dla kierowników bibliotek wojskowych (1929). Działał w Związku Bibliotekarzy Polskich, potem w Stowarzyszeniu Bibliotekarzy Polskich. Jako społecznik zaangażowany był również w ruch śpiewaczy.
Był wieloletnim prezesem Spółdzielni Oficerskiej Budowlano Mieszkaniowej „Żoliborz” współzałożonej między innymi przez Marszałka Piłsudskiego.
Pochowany na cmentarzu Powązkowskim w Warszawie (kwatera 142-2-4).

## Awanse
- major – 31 marca 1924 ze starszeństwem z 1 lipca 1923 i 3 lokatą w korpusie oficerów administracji – dział naukowo-oświatowy (skrót stopnia – mjr ośw.); w 1932, w tym samym stopniu, zajmował 1 lokatę w korpusie oficerów administracji – grupa oficerów naukowo-oświatowych (skrót stopnia – mjr n.o.)

## Ordery i odznaczenia
- Krzyż Oficerski Orderu Odrodzenia Polski
- Krzyż Walecznych
- Złoty Krzyż Zasługi (10 listopada 1928)[2]
- Srebrny Wawrzyn Akademicki (7 listopada 1936)[3]